# Alexander Murski
Alexander Alexandrovich Murski (in russo Александр Александрович Мурский?; San Pietroburgo, 1º novembre 1869 – Tolosa, 1943) è stato un attore russo naturalizzato tedesco.

## Filmografia parziale
- Michael, regia di Carl Theodor Dreyer (1924)
- Zwei Kinder, regia di Richard Clement Hilber (1924)
- Sein großer Fall, regia di Fritz Wendhausen (1926)
- Il cane di Baskerville (Der Hund von Baskerville), regia di Richard Oswald (1929)
- Il favorito di Schonbrunn (Der Günstling von Schönbrunn), regia di Erich Waschneck e Max Reichmann (1929)